# Vitinho (football, avril 1999)
Vitor Hugo Naum dos Santos dit Vitinho, né le 1er avril 1999 à São José dos Campos au Brésil, est un footballeur brésilien qui évolue au poste de milieu offensif au SC Internacional, en prêt du Dynamo Kyïv.

## Biographie

### Athletico Paranaense
Natif de à São José dos Campos au Brésil, Vitinho est formé par l'Atlético Paranaense (renommé Athletico Paranaense en 2018). Il fait ses débuts en professionnel le 2 mai 2019, lors de la saison 2019 face au Fortaleza EC. Il entre en jeu lors de cette partie qui se solde par la défaite des siens (2-1). Il inscrit son premier but dans le championnat brésilien le 14 juillet 2019 face au SC Internacional. Avec cette réalisation il donne la victoire à son équipe ce jour-là (1-0). 
Le 25 juillet 2019, il joue son premier match de Copa Libertadores, face à Boca Juniors. Il entre en jeu, et son équipe s'incline par un but à zéro ce jour-là.  Le 8 août 2019 Vitinho prolonge son contrat avec son club formateur jusqu'en 2022. Vitinho marque son deuxième but le 24 novembre 2019 face à l'Atlético Mineiro. Un but sur une frappe de loin du pied gauche, qui vient donner la victoire à son équipe (0-1). 

### Dynamo Kyïv
Lors de l'été 2021, Vitinho est suivi de près par les Girondins de Bordeaux mais c'est finalement au Dynamo Kyïv qu'il s'engage le 31 août 2021, lors du dernier jour du mercato,.

### Prêts
Le 10 février 2023, Vitinho est prêté au RB Bragantino jusqu'à la fin de la saison.
Vitinho marque son premier but pour le RB Bragantino le 29 mai 2023, lors d'une rencontre de championnat face au Santos FC. Titulaire, il ouvre le score et participe à la victoire de son équipe par deux buts à zéro.

## Palmarès
Atlético Paranaense
- Coupe du Brésil
  - Vainqueur : 2019
- Champion du Paraná
  - Vainqueur : 2019
- Coupe Levain
  - Vainqueur : 2019

## Statistiques
| Saison                | Club                       | Championnat           | Championnat | Championnat | Championnat | Coupe(s) nationale(s) | Coupe(s) nationale(s) | Coupe(s) nationale(s) | Compétition(s) continentale(s) | Compétition(s) continentale(s) | Compétition(s) continentale(s) | Compétition(s) continentale(s) | Ligue régionale | Ligue régionale | Ligue régionale | Total | Total | Total |
| Saison                | Club                       | Division              | M.          | B.          | P.d.        | M.                    | B.                    | P.d.                  | Comp.                          | M.                             | B.                             | P.d.                           | M.              | B.              | P.d.            | M.    | B.    | P.d.  |
| 2018                  | Atlético Paranaense        | Série A               | -           | -           | -           | -                     | -                     | -                     | CS                             | 4                              | 0                              | 0                              | -               | -               | -               | 4     | 0     | 0     |
| 2019                  | Atlético Paranaense        | Série A               | 16          | 2           | 2           | 4                     | 0                     | 0                     | CL                             | 2                              | 0                              | 0                              | 9               | 2               | 0               | 31    | 4     | 2     |
| 2020                  | Atlético Paranaense        | Série A               | 13          | 4           | 1           | -                     | -                     | -                     | CL                             | 1                              | 0                              | 0                              | 7               | 0               | 1               | 21    | 4     | 2     |
| 2021                  | Atlético Paranaense        | Série A               | 12          | 2           | 3           | 4                     | 1                     | 0                     | CS                             | 9                              | 4                              | 1                              | 3               | 2               | 0               | 28    | 9     | 4     |
| Sous-total            | Sous-total                 | Sous-total            | 41          | 8           | 6           | 8                     | 1                     | 0                     | -                              | 16                             | 4                              | 1                              | 19              | 4               | 1               | 84    | 17    | 8     |
| 2021-2022             | Dynamo Kiev                | Premier Liga          | 8           | 3           | 0           | 2                     | 0                     | 0                     | C1                             | 3                              | 0                              | 0                              | -               | -               | -               | 13    | 3     | 0     |
| 2022                  | Atlético Paranaense (prêt) | Série A               | 4           | 0           | 0           | -                     | -                     | -                     | CL                             | 2                              | 0                              | 0                              | -               | -               | -               | 6     | 0     | 0     |
| Total sur la carrière | Total sur la carrière      | Total sur la carrière | 53          | 11          | 6           | 10                    | 1                     | 0                     | -                              | 21                             | 4                              | 1                              | 19              | 4               | 1               | 103   | 20    | 8     |